# Линдаль, Эрик
Эрик Линдаль (швед. Erik Robert Lindahl; 21 ноября 1891, Стокгольм — 6 января 1960, Уппсала) — шведский экономист, представитель стокгольмской школы в экономической науке, создатель модели Линдаля.

## Биография
Эрик родился 21 ноября 1891 года в Стокгольме.
Линдаль получил докторскую степень в Лундском университете.
В период 1932—1939 годах преподавал в Гётеборгской школе бизнеса при Гётеборгском университете, в 1939—1942 годах в Лундском университете и в 1942—1958 годах заведующий кафедры экономики в Уппсальском университете.
В 1956—1959 годах был президентом Международной экономической ассоциации.
Эрик умер 6 января 1960 года в Уппсале.

## Память
С 1986 года Уппсальский университет проводит каждые два года Лекции памяти Эрика Линдаля 
.

## Основной вклад в науку
Линдаль развил последовательную межвременную структуру взглядов для базовой концепции дохода с привязкой к капиталу, образованию цен на средства производства, доходам и потерям от функционирования капитала. Он также посвятил много времени и приложил усилия для возникновения системы эмпирического измерения движения национального дохода во времени в Швеции. Его работа с концепциями социального учёта позволила Джону Хиксу называть его «отцом теории социального учёта».
В теории общественных финансов Линдаль развил метод выгод в налогообложении Кнута Викселя. Его теоретическая модель (модель Линдаля) распределения издержек общественных благ через политический аналог рыночного механизма для частных благ — это стандартная рекомендация в налоговой политике и анализ эффектов двойного налогообложения, который присутствует при налогообложении компаний.
Со слов Пола Самуэльсона после того как Рагнар Фриш в 1933 году впервые выделил термин макроэкономика, в 1939 году Линдаль вернул его в экономический анализ
.
Линдаль участвовал в международном сравнении налогового бремени в различных странах.
Если Виксель был первым, кто сформулировал идею «неравновесной динамики», то Линдаль был одним их первых кто развил это в главную область исследования. Он разработал новую методологию для экономической динамики и ввёл концепции временного равновесия и «естественный уровень» безработицы.
Его работы были ориентированы на поиск решений стабилизаций цен, выпуск и занятость, борьбе против инфляции после Второй мировой войны, как советник Банка Швеции. Согласно Линдалю, стабильный уровень цен должен быть очевидной целью независимого центрального банка. Цель должна достигаться посредством использования банковского контроля временной структуры процентных ставок для оказания воздействия на рыночное ожидание будущих цен.
По Линдалю денежная политика сама по себе недостаточна для решения проблем безработицы во время депрессии и предложил дополнить денежную политику компенсирующей фискальной политикой, позволяя балансу бюджета изменяться обратно пропорционально бизнес-циклу. Рагнар Фриш заявил в 1947 году, Линдаль … был одним из первых, если не первым, кто принёс новый взгляд на то, что сущность проблем финансов общественного сектора состоит в связях между финансами общественного сектора и денежной политики, и усилении роли объединённых денежной и фискальной политик, как инструментов повышения уровня полной занятости на высоком уровне реального дохода и экономического благосостояния.